# ザ・エクソシズム
『ザ・エクソシズム』（原題:The Exorcism）は、2024年に公開されたアメリカ合衆国のホラー映画。監督はジョシュア・ジョン・ミラー、主演はラッセル・クロウが務めた。

## ストーリー
悪魔祓いを題材にした映画『The Georgetown Project』の撮影中、神父役の俳優（トム）が不可解な死を遂げた。代役としてアンソニーが起用されるが、彼もまた自傷行為のような異常行動を見せ始める。アンソニーには性的暴行を受けた過去があり、アルコール依存の治療を受けていたため、奇行は精神的な不調によると思われた。しかし、彼には悪魔が取り憑いていたのである。

## キャスト
括弧内は日本語吹替
- アンソニー・ミラー：ラッセル・クロウ（畠山一哉[3]）
- リー・ミラー：ライアン・シンプキンス（英語版）（金盛光里[4]）
- ジョー：サム・ワーシントン（守川武尊[5]）
- ブレイク・ホロウェイ：クロイ・ベイリー（英語版）（小野瑠奈アンヘラ[6]）
- ピーター：アダム・ゴールドバーグ（野坂尚也[7]）
- トム：エイドリアン・パスダー（明木亮磨[8]）
- コナー神父：デヴィッド・ハイド・ピアース（中之薗遼[9]）
- レジーナ：トレイシー・ボナー（実村有紗[10]）
- 男性：ジョシュア・ジョン・ミラー（英語版）
- ジェニファー・サイモン：サマンサ・マシス（きの延子[11]）

## 製作
2019年10月10日、ラッセル・クロウがジョシュア・ジョン・ミラー監督の新作映画『The Georgetown Project』に出演すると報じられた。11月、本作の主要キャストが発表された。

### 撮影
2019年11月、本作の主要撮影がノースカロライナ州のウィルミントンで始まった。ところが、追加撮影をしようとした矢先、新型コロナウイルス感染症の大流行に見舞われてしまい、製作は2023年まで中断を余儀なくされた。

## 公開・マーケティング・興行収入
2024年4月22日、ヴァーティカルが本作の全米配給権を獲得し、タイトルも『The Georgetown Project』から『The Exocism』に変更されるとの報道があった。26日、本作のオフィシャル・トレイラーが公開された。
本作は『テルマがゆく! 93歳のやさしいリベンジ』と『ザ・バイクライダーズ』と同じ週に封切られ、公開初週末に200万ドルから220万ドルを稼ぎ出すと予想されたが、実際の数字はそれを若干上回るものとなった。2024年6月21日、本作は全米2240館で封切られ、公開初週末に245万ドルを稼ぎ出し、週末興行収入ランキング初登場7位となった。

## 評価
本作に対する批評家の評価は芳しいものではない。映画批評集積サイトのRotten Tomatoesには121件のレビューがあり、批評家支持率は27%、平均点は10点満点で4.6点となっている。サイト側による批評家の見解の要約は「悪魔祓いというジャンルにメタテクスト的な捻りを加えており、ラッセル・クロウの演技力のお陰でそれなりの作品には仕上がった。しかし、結局はありきたりな表現に堕してしまったのが『ザ・エクソシズム』の最大の罪である。」となっている。また、Metacriticには20件のレビューがあり、加重平均値は100点満点で46点となっている。なお、本作のCinemaScoreはDとなっている。